# Prado del Rey (kommunhuvudort)
Prado del Rey är en kommunhuvudort i Spanien.   Den ligger i provinsen Provincia de Cádiz och regionen Andalusien, i den södra delen av landet, 400 km söder om huvudstaden Madrid. Prado del Rey ligger 441 meter över havet och antalet invånare är 5 851.
Terrängen runt Prado del Rey är huvudsakligen kuperad, men söderut är den platt. Runt Prado del Rey är det ganska tätbefolkat, med 65 invånare per kvadratkilometer. Närmaste större samhälle är Ubrique, 15,6 km sydost om Prado del Rey. Trakten runt Prado del Rey består till största delen av jordbruksmark.